# Tagebuch eines überflüssigen Menschen

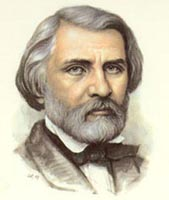
Iwan Turgenew im Jahr 1859

Tagebuch eines überflüssigen Menschen, auch Tagebuch eines Überflüssigen (russisch Дневник лишнего человека, Dnewnik lischnewo tscheloweka), ist eine Novelle des russischen Schriftstellers Iwan Turgenew, die 1848 in Paris begonnen und 1850 in den Otetschestwennye Sapiski publiziert wurde. Während der Zensor unter Nikolaus I. diese Erstpublikation noch gehörig zusammengestrichen hatte, erschien der Text 1856 – also nach der Machtübernahme durch Alexander II. – ungekürzt.
Die Übertragung ins Deutsche brachte E. Behre 1884 in Mitau heraus.

## Titel
Der Protagonist Tschulkaturin findet als überflüssiger Mensch eine sozialhistorische Deutung. Dieser verarmte 30-jährige Landedelmann auf dem Sterbebett hatte zu Lebzeiten das kümmerliche Dasein eines subalternen Beamten gefristet, wurde von den Standesgenossen gemieden und verlor den Kontakt zur Gesellschaft.
Von Turgenew im Tagebuch – wie er die Novelle abkürzt – benannt, geht der Typus des überflüssigen Menschen in die Literaturgeschichte ein. Vorbereitet wurde solche Benennung in Russland von Puschkin (Onegin (1833)), Lermontow (Petschorin in Ein Held unserer Zeit (1840)) und Alexander Herzen (Beltow in Wer hat Schuld? (1845)), in der Schweiz von Benjamin Constant (Adolphe (1816)) sowie in Frankreich von Alfred de Musset (Octave in Bekenntnis eines jungen Zeitgenossen (1836)). Später, also nach Turgenews Veröffentlichung in den 1850er Jahren, wollten solche vorrevolutionären Literaturkritiker wie Tschernyschewski und Dobroljubow den Terminus vielmehr als „abseits vom revolutionären Kampf stehend“ verstanden wissen.

## Inhalt
Elf der zwölf letzten Tage seines Lebens nutzt der sensible, schüchterne, leicht reizbare Ich-Erzähler Tschulkaturin für die Aufzeichnung einer Episode aus seinem Leben: Tschulkaturins Liebe zu der damals 17-jährigen, sehr hübschen, lebhaften aber doch sanften Lisa bleibt unerwidert. Diese Geschichte liegt einige Jahre zurück. Damals musste Tschulkaturin ein halbes Jahr in einer Pension der Kreisstadt O. verbringen und verliebte sich bei der Gelegenheit im Hause des begüterten höheren Beamten Kirill Matwejewitsch Oshogin heiß in dessen Tochter. Die glücklichsten drei Wochen seines Lebens waren für Tschulkaturin angebrochen. Doch die Erinnerung daran bedrückt ihn; schon wenn er an Bismjonkow denkt, einen kleinen Kanzleibeamten aus O., der Lisa auch verehrte.
Wie war das gewesen? Lisa, so musste Tschulkaturin einsehen, favorisierte einen Fürsten. Tschulkaturin beobachtete, Lisa hörte auf, ein Kind zu sein, als sie sich bis über beide Ohren in den aus Petersburg angereisten Fürsten N. verliebt hatte. Fürst N. war zur Rekruten-Musterung nach O. abkommandiert worden. Bald wähnte sich Kirill Matwejewitsch Oshogin als künftiger Vater einer Fürstin.
Auf einem Ball nennt Tschulkaturin den Fürsten einen „hohlköpfigen Petersburger Emporkömmling“. Der Beleidigte bleibt freundlich. Seine Vermittlungsversuche prallen an dem verstockten Beleidiger ab. Der Fürst hat bei dem zwingend darauffolgenden Duell Bismjonkow als seinen Sekundanten gewonnen. Tschulkaturin hat den ersten Schuss. Der Fürst trägt einen Kratzer an der linken Schläfengegend davon und erklärt das Duell für beendet. Tschulkaturin, wutentbrannt, fühlt sich gedemütigt.
Als der Fürst sich nach Petersburg aus dem Staube macht, ohne bei Kirill Matwejewitsch Oshogin um die Hand der Tochter zu bitten, fühlt sich Tschulkaturin „irgendwie befriedigt“. Weil Tschulkaturin Lisa immer noch liebt, möchte er ihr gern verzeihen. Der Vater Lisas empfängt ihn zwar mit offenen Armen, doch der Freier wird von Lisa abgewiesen. Lisas Bekenntnis: Sie wird den Fürsten lieben, solange Leben in ihr ist und seit der Geliebte bei dem Streifschuss fast umgekommen ist, hasst sie Tschulkaturin. Lisas Eltern behandeln nun Tschulkaturin freundlich, hingegen Bismjonkow abweisend bis schroff.
Lisa heiratet Bismjonkow.

## Zitat
- „O je, das sind mir Käuze, diese Schriftsteller!“[5] wundert sich der Sekundant Rittmeister Koloberdjajew über Tschulkaturin.

## Selbstzeugnisse
- Turgenjew schreibt an den Redakteur der Otetschestwennye Sapiski: „Ich wäre froh, wenn Sie am Tagebuch Gefallen fänden; ich habe es con amore[6] geschrieben.“[7]
- Turgenew in einem Vortrag zu Puschkin: „Die Zeit der reinen Poesie ist ebenso abgelaufen wie die der unecht-erhabenen Phrase; angebrochen ist die Zeit der Kritik, der Polemik, der Satire.“[8]

## Form
Der Ich-Erzähler betont mehrfach, er schreibe nicht für den geneigten Leser, sondern allein zu seinem Vergnügen. Der Sterbende geht salopp mit seinem unvermeidlichen baldigen Lebensende um; hält einen heiteren Erzählton durch und präsentiert überraschend lustige Wendungen im Erzählablauf. Wenn der Leser wissen möchte, wie es weitergeht, spannt ihn der Erzähler bis zum nächsten Tagebucheintrag auf die Folter. Gegen Textende belauscht der Erzähler ein Tête-à-Tête Lisas mit dem Nebenbuhler Bismjonkow in der lauschigen Gartenlaube.
Zwanglose bildkräftige Vergleiche lockern den Erzählfluss auf: „Ich litt ... wie ein Hund, dessen Hinterteil unter die Räder gekommen ist.“

## Rezeption
- Turgenews Zeitgenossen Ostrowski und Pissemski lobten dieses Kunstwerk.[10] Jedoch etliche andere Kollegen Turgenews aus der schreibenden russischen Zunft, darunter sogar Freunde des Autors, stießen sich an den satirisch gefärbten Seitenhieben auf ihre eigene schriftstellerische Arbeit.[11] Damit nicht genug, Turgenew war mit seiner Hinwendung zur Satire in das Gezänk der Slawophilen mit den Westlern hineingeraten.[12]